# Önkormányzati választások Pilisen
|                      | Önkormányzati választások |
| Pilis                |                           |
| (Pest megye)         |                           |
| városában            |                           |
| (2005-ig nagyközség) |                           |

| Időszak   | Polgármester                     | Jelölőszervezet | Jelölőszervezet    |
| --------- | -------------------------------- | --------------- | ------------------ |
| 1990–1994 | Illanicz György                  |                 | –                  |
| 1994–1998 | Pintér Mihály                    |                 | –                  |
| 1998–2002 | Pintér Mihály                    |                 | –                  |
| 2002–2006 | Csikós János                     |                 | MSZP               |
| 2006–2010 | Szabó Márton                     |                 | Fidesz             |
| 2010–2014 | Szabó Márton                     |                 | Fidesz             |
| 2014–2019 | Simó Gábor Csabáné Hajnal Csilla |                 | Pilisi Vállalkozók |
| 2019–2024 | Simó Gábor Csabáné Hajnal Csilla |                 | –                  |

1990 és 2019 között nyolc önkormányzati választást tartottak Pilisen.
A nyolc választás során öt polgármester nyerte el a választók többségének bizalmát.
Pilis lakóinak a száma a '90-es években még nem érte el a tízezer főt, így a képviselőket kislistákon választották, majd 2002-től tértek át a vegyes választási rendszerre.
A településen minden választási évben megalakult egy vagy több kisebbségi önkormányzat.

## Háttér
A bő tízezer fős település Pest vármegyében található. A XX. század nagyobb részében a Monori járáshoz tartozott, közvetlenül a rendszerváltás előtti években a Monori nagyközségkörnyékhez. 1994 és 2014 a Monori kistérség tagja, majd a kistérségek megszűnése után az újra létrejövő Monori járás része.
1972 és 1990 között a szomszédos községgel, Nyáregyházával együtt alkotott közös tanácsot. A tanács székhelye a háromszor nagyobb lélekszámú Pilisen volt. A közös tanács elnöke 1985-től Balázsné Mihalcz Ilona volt. 1990-től újra külön igazgathatja magát a két település.
A település eredetileg nagyközségi rangot viselt, a városi címet 2005-ben nyerte el.

### Választási alapadatok
A település lakóinak a száma kilenc és tizenkét ezer között mozgott a rendszerváltás utáni negyedszázadban és választásról választásra nőtt. A település lélekszámából fakadóan a képviselő-testület létszáma előbb 13, majd 17 fős volt, a 2010-es önkormányzati reformot követően pedig 11 fős lett.
1994 óta mindig legalább három jelölt szállt versenybe a polgármesteri tisztségért, a hivatalban lévő pedig 1998 óta mindig részt vett a választásokon.
Az önkormányzati választásokon a választópolgárok kevesebb mint 40% szokott szavazni. Az átlagos részvételi hajlandóság 37% volt, a legalacsonyabb 2010-ben volt a választói kedv (33%), a legmagasabb pedig 1994-ben (40%). (Az 1990-es választásokról nem állnak rendelkezésre részletes adatok.)
| Önkormányzati választási alapadatok (1990-2019) | Önkormányzati választási alapadatok (1990-2019) | Önkormányzati választási alapadatok (1990-2019) | Önkormányzati választási alapadatok (1990-2019) | Önkormányzati választási alapadatok (1990-2019) | Önkormányzati választási alapadatok (1990-2019) | Önkormányzati választási alapadatok (1990-2019) |
| Év                                              | Nap                                             | Lakók                                           | Lakók                                           | Választó- jogosult                              | Szavazó                                         | Részvétel                                       |
| Év                                              | Nap                                             | száma                                           | +/–                                             | Választó- jogosult                              | Szavazó                                         | Részvétel                                       |
| ----------------------------------------------- | ----------------------------------------------- | ----------------------------------------------- | ----------------------------------------------- | ----------------------------------------------- | ----------------------------------------------- | ----------------------------------------------- |
| 1990                                            | szept.30.                                       | 9 211                                           | (nincs adat)                                    | (nincs adat)                                    | (nincs adat)                                    | (nincs adat)                                    |
| 1994                                            | dec.11.                                         | 9 336                                           | 125                                             | 7 147                                           | 2 851                                           | 39,9%                                           |
| 1998                                            | okt.18.                                         | 9 711                                           | 385                                             | 7 654                                           | 2 925                                           | 38,2%                                           |
| 2002                                            | okt.20.                                         | 10 670                                          | 959                                             | 8 388                                           | 3 267                                           | 38,9%                                           |
| 2006                                            | okt.1.                                          | 11 391                                          | 721                                             | 8 888                                           | 3 257                                           | 36,6%                                           |
| 2010                                            | okt.3.                                          | 11 583                                          | 192                                             | 9 140                                           | 3 029                                           | 33,1%                                           |
| 2014                                            | okt.12.                                         | 11 655                                          | 72                                              | 9 351                                           | 3 185                                           | 34,1%                                           |
| 2019                                            | okt.13.                                         |                                                 |                                                 | 9 625                                           | 3 572                                           | 37,1%                                           |

## Polgármester-választások
| \| 1990 \| 1. forduló (szept.30.): érvénytelen 2. forduló (okt.14.): eredményes \| \| |                                                                      |              |              |
| Jelölt                                                                                | Jelölt                                                               | Szavazat     | Szavazat     |
|                                                                                       | Illanicz György –                                                    | (nincs adat) | (nincs adat) |
|                                                                                       | további jelöltekről nincs elérhető adat                              |              |              |
|                                                                                       |                                                                      |              |              |
| 1990                                                                                  | 1. forduló (szept.30.): érvénytelen 2. forduló (okt.14.): eredményes |              |              |

| \| 1994 \| Részvétel: 40% \| |                                              |          |          |
| Jelölt                       | Jelölt                                       | Szavazat | Szavazat |
|                              | Pintér Mihály –                              | 867      | 31,1%    |
|                              | Mala Ferenc FKGP-MDF-Pilisi Nép- és Gazdakör | 771      | 27,6%    |
|                              | Kriskó Jánosné –                             | 547      | 19,6%    |
|                              | Reis József –                                | 497      | 17,8%    |
|                              | Maróti Csaba –                               | 110      | 3,9%     |
|                              |                                              |          |          |
| 1994                         | Részvétel: 40%                               |          |          |

| \| 1998 \| Részvétel: 38% \| |                             |          |          |
| Jelölt                       | Jelölt                      | Szavazat | Szavazat |
|                              | Pintér Mihály –             | 2 139    | 74,2%    |
|                              | Királymezei Ágnes FKGP-MIÉP | 433      | 15,0%    |
|                              | Reis József –               | 203      | 7,0%     |
|                              | Klein György Ferenc –       | 107      | 3,7%     |
|                              |                             |          |          |
| 1998                         | Részvétel: 38%              |          |          |

| \| 2002 \| Részvétel: 39% \| |                                     |          |          |
| Jelölt                       | Jelölt                              | Szavazat | Szavazat |
|                              | Csikós János MSZP                   | 1 011    | 31,5%    |
|                              | Mala Ferenc Pilisi Nép- és Gazdakör | 931      | 29,0%    |
|                              | Tóthné Mátrai Edit –                | 824      | 25,7%    |
|                              | Pintér Mihály –                     | 446      | 13,9%    |
|                              |                                     |          |          |
| 2002                         | Részvétel: 39%                      |          |          |

| \| 2006 \| Részvétel: 37% \| |                                     |          |          |
| Jelölt                       | Jelölt                              | Szavazat | Szavazat |
|                              | Szabó Márton Elemér Fidesz          | 1 341    | 41,9%    |
|                              | Csikós János Ádám MSZP              | 1 249    | 39,0%    |
|                              | Domonyi Károly Pilisi Összefogás E. | 368      | 11,5%    |
|                              | Varga Sándor –                      | 244      | 7,6%     |
|                              |                                     |          |          |
| 2006                         | Részvétel: 37%                      |          |          |

| \| 2010 \| Részvétel: 33% \| |                            |          |          |
| Jelölt                       | Jelölt                     | Szavazat | Szavazat |
|                              | Szabó Márton Elemér Fidesz | 1 604    | 53,7%    |
|                              | Csikós János Ádám MSZP     | 889      | 29,8%    |
|                              | Gajdosné Nagy Tímea Jobbik | 493      | 16,5%    |
|                              |                            |          |          |
| 2010                         | Részvétel: 33%             |          |          |

| \| 2014 \| Részvétel: 34% \| |                                                     |          |          |
| Jelölt                       | Jelölt                                              | Szavazat | Szavazat |
|                              | Simó Gábor Csabáné Hajnal Csilla Pilisi Vállalkozók | 1 014    | 32,7%    |
|                              | Szabó Márton Elemér Fidesz-KDNP                     | 833      | 26,8%    |
|                              | Csikós János Ádám MSZP                              | 611      | 19,7%    |
|                              | Gajdosné Nagy Tímea Jobbik                          | 570      | 18,4%    |
|                              | Kendelényi Barnabás Gy. DK                          | 77       | 2,5%     |
|                              |                                                     |          |          |
| 2014                         | Részvétel: 34%                                      |          |          |

| \| 2019 \| Részvétel: 37% \| |                        |          |          |
| Jelölt                       | Jelölt                 | Szavazat | Szavazat |
|                              | Hajnal Csilla –        | 1 247    | 36,0%    |
|                              | Rabi-Rizmajer Andrea – | 986      | 28,5%    |
|                              | Szabó Márton –         | 928      | 26,8%    |
|                              | Schwarcz Péter –       | 174      | 5,0%     |
|                              | Kerezsán László DK     | 125      | 3,6%     |
|                              |                        |          |          |
| 2019                         | Részvétel: 37%         |          |          |

| A polgármester-választások áttekintő táblázata | A polgármester-választások áttekintő táblázata | A polgármester-választások áttekintő táblázata | A polgármester-választások áttekintő táblázata | A polgármester-választások áttekintő táblázata | A polgármester-választások áttekintő táblázata | A polgármester-választások áttekintő táblázata | A polgármester-választások áttekintő táblázata |
| Év                                             | Megválasztott polgármester                     | Megválasztott polgármester                     | Megválasztott polgármester                     | Szavazat                                       | Szavazat                                       | Előny a 2. előtt (%p)                          |                                                |
| Év                                             | név                                            | szervezet                                      | szervezet                                      | db                                             | érv.%                                          | Előny a 2. előtt (%p)                          |                                                |
| ---------------------------------------------- | ---------------------------------------------- | ---------------------------------------------- | ---------------------------------------------- | ---------------------------------------------- | ---------------------------------------------- | ---------------------------------------------- | ---------------------------------------------- |
| 1990                                           | Illanicz György                                |                                                | –                                              | (nincs adat)                                   | (nincs adat)                                   | (nincs adat)                                   |                                                |
| 1994                                           | Pintér Mihály                                  |                                                | –                                              | 867                                            | 31,1%                                          | +3                                             |                                                |
| 1998                                           | Pintér Mihály                                  |                                                | –                                              | 2 139                                          | 74,2%                                          | +59                                            |                                                |
| 2002                                           | Csikós János                                   |                                                | MSZP                                           | 1 011                                          | 31,5%                                          | +2                                             |                                                |
| 2006                                           | Szabó Márton                                   |                                                | Fidesz                                         | 1 341                                          | 41,9%                                          | +3                                             |                                                |
| 2010                                           | Szabó Márton                                   |                                                | Fidesz                                         | 1 604                                          | 53,7%                                          | +24                                            |                                                |
| 2014                                           | Hajnal Csilla                                  |                                                | Pilisi Vállalk.                                | 1 014                                          | 32,7%                                          | +6                                             |                                                |
| 2019                                           | Hajnal Csilla                                  |                                                | –                                              | 1 247                                          | 36,0%                                          | +8                                             |                                                |

| 1990 | n.a. | – | (nincs adat) | (nincs adat) | (nincs adat) |
| 1994 | 5    | ✗ | 40%          | 2 792        | 2,1%         |
| 1998 | 4    | ✓ | 38%          | 2 882        | 1,5%         |
| 2002 | 4    | ✓ | 39%          | 3 212        | 1,7%         |
| 2006 | 4    | ✓ | 37%          | 3 202        | 1,7%         |
| 2010 | 3    | ✓ | 33%          | 2 986        | 1,4%         |
| 2014 | 5    | ✓ | 34%          | 3 105        | 2,5%         |
| 2019 | 5    | ✓ | 37%          | 3 460        | 3,1%         |

| Részletes polgármester-választási eredmények (1994 óta) | Részletes polgármester-választási eredmények (1994 óta) | Részletes polgármester-választási eredmények (1994 óta) | Részletes polgármester-választási eredmények (1994 óta) | Részletes polgármester-választási eredmények (1994 óta) | Részletes polgármester-választási eredmények (1994 óta) | Részletes polgármester-választási eredmények (1994 óta) | Részletes polgármester-választási eredmények (1994 óta) | Részletes polgármester-választási eredmények (1994 óta) |
| Év                                                      | Polgármester-jelölt                                     | Polgármester-jelölt                                     | Polgármester-jelölt                                     | #.                                                      | Szavazat                                                | Szavazat                                                | Szavazat                                                | Szavazat                                                |
| Év                                                      | név                                                     | szervezet                                               | szervezet                                               | #.                                                      | db                                                      | jogosultak arányában                                    | szavazók arányában                                      | érvényes szavazatok arányában                           |
| ------------------------------------------------------- | ------------------------------------------------------- | ------------------------------------------------------- | ------------------------------------------------------- | ------------------------------------------------------- | ------------------------------------------------------- | ------------------------------------------------------- | ------------------------------------------------------- | ------------------------------------------------------- |
| 1994                                                    | Pintér Mihály                                           |                                                         | –                                                       | 1.                                                      | 867                                                     | 12,1%                                                   | 30,4%                                                   | 31,1%                                                   |
| 1994                                                    | Mala Ferenc                                             |                                                         | FKGP-MDF-Pilisi Nép- és Gazdakör                        | 2.                                                      | 771                                                     | 10,8%                                                   | 27,0%                                                   | 27,6%                                                   |
| 1994                                                    | Kriskó Jánosné                                          |                                                         | –                                                       | 3.                                                      | 547                                                     | 7,7%                                                    | 19,2%                                                   | 19,6%                                                   |
| 1994                                                    | Reis József                                             |                                                         | –                                                       | 4.                                                      | 497                                                     | 7,0%                                                    | 17,4%                                                   | 17,8%                                                   |
| 1994                                                    | Maróti Csaba                                            |                                                         | –                                                       | 5.                                                      | 110                                                     | 1,5%                                                    | 3,9%                                                    | 3,9%                                                    |
| 1998                                                    | Pintér Mihály                                           |                                                         | –                                                       | 1.                                                      | 2 139                                                   | 27,9%                                                   | 73,1%                                                   | 74,2%                                                   |
| 1998                                                    | Királymezei Ágnes                                       |                                                         | FKGP-MIÉP                                               | 2.                                                      | 433                                                     | 5,7%                                                    | 14,8%                                                   | 15,0%                                                   |
| 1998                                                    | Reis József                                             |                                                         | –                                                       | 3.                                                      | 203                                                     | 2,7%                                                    | 6,9%                                                    | 7,0%                                                    |
| 1998                                                    | Klein György Ferenc                                     |                                                         | –                                                       | 4.                                                      | 107                                                     | 1,4%                                                    | 3,7%                                                    | 3,7%                                                    |
| 2002                                                    | Csikós János                                            |                                                         | MSZP                                                    | 1.                                                      | 1 011                                                   | 12,1%                                                   | 30,9%                                                   | 31,5%                                                   |
| 2002                                                    | Mala Ferenc                                             |                                                         | Pilisi Nép- és Gazdakör                                 | 2.                                                      | 931                                                     | 11,1%                                                   | 28,5%                                                   | 29,0%                                                   |
| 2002                                                    | Tóthné Mátrai Edit                                      |                                                         | –                                                       | 3.                                                      | 824                                                     | 9,8%                                                    | 25,2%                                                   | 25,7%                                                   |
| 2002                                                    | Pintér Mihály                                           |                                                         | –                                                       | 4.                                                      | 446                                                     | 5,3%                                                    | 13,7%                                                   | 13,9%                                                   |
| 2006                                                    | Szabó Márton Elemér                                     |                                                         | Fidesz                                                  | 1.                                                      | 1 341                                                   | 15,1%                                                   | 41,2%                                                   | 41,9%                                                   |
| 2006                                                    | Csikós János Ádám                                       |                                                         | MSZP                                                    | 2.                                                      | 1 249                                                   | 14,1%                                                   | 38,3%                                                   | 39,0%                                                   |
| 2006                                                    | Domonyi Károly                                          |                                                         | Pilisi Összefogás E.                                    | 3.                                                      | 368                                                     | 4,1%                                                    | 11,3%                                                   | 11,5%                                                   |
| 2006                                                    | Varga Sándor                                            |                                                         | –                                                       | 4.                                                      | 244                                                     | 2,7%                                                    | 7,5%                                                    | 7,6%                                                    |
| 2010                                                    | Szabó Márton Elemér                                     |                                                         | Fidesz                                                  | 1.                                                      | 1 604                                                   | 17,5%                                                   | 53,0%                                                   | 53,7%                                                   |
| 2010                                                    | Csikós János Ádám                                       |                                                         | MSZP                                                    | 2.                                                      | 889                                                     | 9,7%                                                    | 29,3%                                                   | 29,8%                                                   |
| 2010                                                    | Gajdosné Nagy Tímea                                     |                                                         | Jobbik                                                  | 3.                                                      | 493                                                     | 5,4%                                                    | 16,3%                                                   | 16,5%                                                   |
| 2014                                                    | Simó Sándor Csabáné (Hajnal Csilla)                     |                                                         | Pilisi Vállalkozók                                      | 1.                                                      | 1 014                                                   | 10,8%                                                   | 31,8%                                                   | 32,7%                                                   |
| 2014                                                    | Szabó Márton Elemér                                     |                                                         | Fidesz-KDNP                                             | 2.                                                      | 833                                                     | 8,9%                                                    | 26,2%                                                   | 26,8%                                                   |
| 2014                                                    | Csikós János Ádám                                       |                                                         | MSZP                                                    | 3.                                                      | 611                                                     | 6,5%                                                    | 19,2%                                                   | 19,7%                                                   |
| 2014                                                    | Gajdosné Nagy Tímea                                     |                                                         | Jobbik                                                  | 4.                                                      | 570                                                     | 6,1%                                                    | 17,9%                                                   | 18,4%                                                   |
| 2014                                                    | Kendelényi Barnabás Győző                               |                                                         | DK                                                      | 5.                                                      | 77                                                      | 0,8%                                                    | 2,4%                                                    | 2,5%                                                    |
| 2019                                                    | Hajnal Csilla                                           |                                                         | –                                                       | 1.                                                      | 1 247                                                   | 13,0%                                                   | 34,9%                                                   | 36,0%                                                   |
| 2019                                                    | Rabi-Rizmajer Andrea                                    |                                                         | –                                                       | 2.                                                      | 986                                                     | 10,2%                                                   | 27,6%                                                   | 28,5%                                                   |
| 2019                                                    | Szabó Márton                                            |                                                         | –                                                       | 3.                                                      | 928                                                     | 9,6%                                                    | 26,0%                                                   | 26,8%                                                   |
| 2019                                                    | Schwarcz Péter                                          |                                                         | –                                                       | 4.                                                      | 174                                                     | 1,8%                                                    | 4,9%                                                    | 5,0%                                                    |
| 2019                                                    | Kerezsán László                                         |                                                         | DK                                                      | 5.                                                      | 125                                                     | 1,3%                                                    | 3,5%                                                    | 3,6%                                                    |

## Képviselő-választások
| A képviselő-választások alapadatai                                                                          | A képviselő-választások alapadatai | A képviselő-választások alapadatai | A képviselő-választások alapadatai | A képviselő-választások alapadatai | A képviselő-választások alapadatai | A képviselő-választások alapadatai | A képviselő-választások alapadatai | A képviselő-választások alapadatai |
| Év | Választási rendszer                | Megválasztható képviselők száma    | Megválasztható képviselők száma    | Megválasztható képviselők száma    | Megválasztható képviselők száma    | Rész- vétel                        | Érvényes szavazólap                | Érvény- telen                      |
| Év | Választási rendszer                | Kislistán                          | Egyéni választó- kerületben        | Kiegyenlítő listán                 | Összesen                           | Rész- vétel                        | Érvényes szavazólap                | Érvény- telen                      |
| --- | ---------------------------------- | ---------------------------------- | ---------------------------------- | ---------------------------------- | ---------------------------------- | ---------------------------------- | ---------------------------------- | ---------------------------------- |
| 1990 | kislistás                          | 13                                 | –                                  | –                                  | 13                                 | (nincs adat)                       | (nincs adat)                       | (nincs adat)                       |
| 1994 | kislistás                          | 13                                 | –                                  | –                                  | 13                                 | 40%                                | 2 739                              | 3,9%                               |
| 1998 | kislistás                          | 13                                 | –                                  | –                                  | 13                                 | 38%                                | 2 828                              | 3,3%                               |
| 2002-re a település népessége meghaladta a 10 ezer főt, ezért másfajta választási rendszer lépett érvénybe. |                                    |                                    |                                    |                                    |                                    |                                    |                                    |                                    |
| 2002 | vegyes                             | –                                  | 10                                 | 7                                  | 17                                 | 39%                                | 3 084                              | 5,6%                               |
| 2006 | vegyes                             | –                                  | 10                                 | 7                                  | 17                                 | 37%                                | 3 190                              | 2,1%                               |
| 2010-ben a választási rendszer átalakítása jelentősen csökkentette a képviselők számát.                     |                                    |                                    |                                    |                                    |                                    |                                    |                                    |                                    |
| 2010 | vegyes                             | –                                  | 8                                  | 3                                  | 11                                 | 33%                                | 2 964                              | 2,1%                               |
| 2014 | vegyes                             | –                                  | 8                                  | 3                                  | 11                                 | 34%                                |                                    |                                    |

A megválasztott képviselők
| Képviselő                                                                                        | Szervezet | Szervezet      | Szavazat |
| ------------------------------------------------------------------------------------------------ | --------- | -------------- | -------- |
| Bathó Géza                                                                                       |           | FKGP-MDF-PNGAZ | 816      |
| Borgulya Károly                                                                                  |           | FKGP-MDF-PNGAZ | 880      |
| Fazekas László                                                                                   |           | FKGP-MDF-PNGAZ | 805      |
| Greksza János                                                                                    |           | FKGP-MDF-PNGAZ | 1 039    |
| Hadas Jánosné                                                                                    |           | FKGP-MDF-PNGAZ | 1 099    |
| Haluszka Klára                                                                                   |           | –              | 1 056    |
| Haluszka Zoltán                                                                                  |           | –              | 1 043    |
| Királymezei Ágnes                                                                                |           | –              | 944      |
| Lencsés György                                                                                   |           | MSZP-PIP-PIFE  | 861      |
| Mátrai Edit                                                                                      |           | –              | 1 187    |
| Miklós Károly                                                                                    |           | –              | 1 002    |
| Varju Zoltán                                                                                     |           | –              | 790      |
| Vizvári Sándor                                                                                   |           | FKGP-MDF-PNGAZ | 1 139    |
| - PIFE = Pilisi Faluvédő Egyesület - PIP = Pilisi Ipartestület - PNGAZ = Pilisi Nép- és Gazdakör |           |                |          |
| \| 6 \| 1 \| 6 \|                                                                                |           |                |          |
| 6                                                                                                | 1         | 6              |          |

| Képviselő               | Szervezet | Szervezet            | Szavazat |
| ----------------------- | --------- | -------------------- | -------- |
| Bánhegyi Ferenc         |           | –                    | 1 192    |
| Bernula Istvánné        |           | –                    | 985      |
| Fiel Ervin              |           | –                    | 1 059    |
| Greksza János           |           | FKGP-MIÉP-MDF-Fidesz | 941      |
| Hadas Jánosné           |           | –                    | 1 245    |
| Haluszka Klára          |           | –                    | 1 234    |
| Haluszka Zoltán         |           | –                    | 1 266    |
| Mala Ferenc             |           | MIÉP-FKGP            | 950      |
| Miklós Károly           |           | –                    | 919      |
| Nagy János              |           | MSZP                 | 1 051    |
| Sedró Károly            |           | –                    | 1 138    |
| Tóth Tibor              |           | –                    | 1 489    |
| Tóthné Mátrai Edit      |           | –                    | 1 460    |
| \| 10 \| 1 \| 1 \| 1 \| |           |                      |          |
| 10                      | 1         | 1                    | 1        |

| Képviselő | Szervezet | Szervezet   | Megválasztás módja |   |
| --- | --------- | ----------- | ------------------ | - |
| Bánhegyi Ferenc                                                                                                  |           | MSZP        | Lista (2.)         |   |
| Bencze László |           | PNGAZ       | EVK-05             |   |
| Csikós János |           | MSZP        | EVK-09             |   |
| Domonyi Károly                                                                                                   |           | –           | EVK-02             |   |
| Gajdos Zoltán |           | PIHE        | EVK-08             |   |
| Greksza János Pál                                                                                                |           | PNGAZ       | EVK-01             |   |
| Imecs László |           | Polgárőrség | Lista (1.)         |   |
| Mala Ferenc |           | PNGAZ       | Lista (1.)         |   |
| Misi József |           | MSZP        | Lista (6.)         |   |
| Molnárné Bártfai Andrea                                                                                          |           | PIHE        | Lista (2.)         |   |
| Nagy János |           | MSZP        | EVK-03             |   |
| Pintér Erzsébet                                                                                                  |           | MSZP        | EVK-10             |   |
| Polgárné Czerjak Judit                                                                                           |           | PNGAZ       | EVK-04             |   |
| Szabó Márton |           | PNGAZ       | Lista (2.)         |   |
| Tóth Tibor |           | –           | EVK-06             |   |
| Tóthné Mátrai Edit                                                                                               |           | PIHE        | EVK-07             |   |
| Vereb Sándorné                                                                                                   |           | MSZP        | Lista (4.)         |   |
| - PIHE = Pilisi Hírközlési Egyesület - PNGAZ = Pilisi Nép- és Gazdakör - Polgárőrség = Pilisi Polgárőr Egyesület |           |             |                    |   |
| \| 6 \| 5 \| 3 \| 1 \| 2 \|                                                                                      |           |             |                    |   |
| 6 | 5         | 3           | 1                  | 2 |

| Képviselő | Szervezet | Szervezet  | Megválasztás módja |   |
| --- | --------- | ---------- | ------------------ | - |
| Bajmóczy Géza |           | Fidesz     | Lista (6.)         |   |
| Bencze László |           | Fidesz     | EVK-08             |   |
| Csikós János Ádám                                                                                                  |           | MSZP       | Lista (1.)         |   |
| Domonyi Károly |           | Összefogás | EVK-02             |   |
| Greksza János Pál                                                                                                  |           | Fidesz     | EVK-01             |   |
| Kerepeszki Mónika                                                                                                  |           | Fidesz     | EVK-07             |   |
| Mala Ferenc |           | Fidesz     | EVK-05             |   |
| Misi József |           | MSZP       | Lista (4.)         |   |
| Molnárné Bártfai Andrea                                                                                            |           | PIHE       | Lista (1.)         |   |
| Nagy Attila |           | PIPE       | Lista (2.)         |   |
| Nagy János |           | MSZP       | EVK-03             |   |
| Nagyné Lehoczki Katalin                                                                                            |           | MSZP       | Lista (5.)         |   |
| Németh István |           | PIPE       | Lista (1.)         |   |
| Pintér Erzsébet |           | MSZP       | EVK-10             |   |
| Polgárné Czerjak Judit                                                                                             |           | Fidesz     | EVK-04             |   |
| Sztyehlik Sándor                                                                                                   |           | Fidesz     | EVK-09             |   |
| Varju Zoltán |           | Fidesz     | EVK-06             |   |
| - Összefogás = Pilisi Összefogás Egyesület - PIHE = Pilisi Hírközlési Egyesület - PIPE = Pilisi Polgárőr Egyesület |           |            |                    |   |
| \| 8 \| 5 \| 2 \| 1 \| 1 \|                                                                                        |           |            |                    |   |
| 8 | 5         | 2          | 1                  | 1 |

| Képviselő                          | Szervezet | Szervezet | Megválasztás módja |
| ---------------------------------- | --------- | --------- | ------------------ |
| Bencze László                      |           | Fidesz    | EVK-06             |
| Csikós János Ádám                  |           | MSZP      | EVK-07             |
| Gajdosné Nagy Tímea                |           | Jobbik    | Lista (1.)         |
| Greksza János Pál                  |           | Fidesz    | EVK-01             |
| Kerepeszki Mónika                  |           | Fidesz    | EVK-02             |
| Mala Ferenc                        |           | Fidesz    | EVK-05             |
| Nagy János                         |           | MSZP      | Lista (2.)         |
| Németh István                      |           | PIPE      | Lista (1.)         |
| Polgárné Czerjak Judit             |           | Fidesz    | EVK-03             |
| Sztyehlik Sándor                   |           | Fidesz    | EVK-08             |
| Varju Zoltán                       |           | Fidesz    | EVK-04             |
| - PIPE = Pilisi Polgárőr Egyesület |           |           |                    |
| \| 7 \| 2 \| 1 \| 1 \|             |           |           |                    |
| 7                                  | 2         | 1         | 1                  |

| Képviselő                        | Szervezet | Szervezet       | Megválasztás módja |
| -------------------------------- | --------- | --------------- | ------------------ |
| Csikós János Ádám                |           | MSZP            | EVK-07             |
| Czeroven István                  |           | Jobbik          | EVK-01             |
| Deák Csaba                       |           | Fidesz-KDNP     | EVK-02             |
| Gajdosné Nagy Tímea              |           | Jobbik          | Lista (1.)         |
| Lengyel Zoltán                   |           | Pilisi Vállalk. | Lista (2.)         |
| Mala Ferenc                      |           | Fidesz-KDNP     | EVK-05             |
| Marsovszki István                |           | MSZP            | EVK-08             |
| Németh István                    |           | Pilisi Vállalk. | EVK-03             |
| Polgárné Czerjak Judit           |           | Fidesz-KDNP     | Lista (2.)         |
| Simó Gábor Csabáné Hajnal Csilla |           | Pilisi Vállalk. | EVK-04             |
| Sáránné Kerepeszki Katalin       |           | Pilisi Vállalk. | EVK-06             |
| \| 4 \| 3 \| 2 \| 2 \|           |           |                 |                    |
| 4                                | 3         | 2               | 2                  |

| Képviselő                                          | Szervezet | Szervezet   | Megválasztás módja |
| -------------------------------------------------- | --------- | ----------- | ------------------ |
| Bencze László                                      |           | Fidesz-KDNP | Lista (1.)         |
| Bíró Ibolya                                        |           | PSAVE       | EVK-06             |
| Bukovinszki László Pál                             |           | Fidesz-KDNP | EVK-08             |
| Csikós János                                       |           | PSAVE       | EVK-07             |
| Deák Csaba                                         |           | Fidesz-KDNP | EVK-02             |
| Fekete Tamás                                       |           | Fidesz-KDNP | EVK-04             |
| Hajnal Csilla                                      |           | –           | EVK-03             |
| Kerezsán László                                    |           | DK          | Lista (1.)         |
| Mala Ferenc                                        |           | Fidesz-KDNP | EVK-05             |
| Mala Réka                                          |           | Fidesz-KDNP | EVK-01             |
| Patakfalvi György                                  |           | PSAVE       | Lista (2.)         |
| - PSAVE = Pilisi Sportbarátok a Városért Egyesület |           |             |                    |
| \| 6 \| 3 \| 1 \| 1 \|                             |           |             |                    |
| 6                                                  | 3         | 1           | 1                  |

| Képviselő                                                                               | Szervezet | Szervezet   | Megválasztás módja |
| --------------------------------------------------------------------------------------- | --------- | ----------- | ------------------ |
| Bencze László                                                                           |           | Fidesz-KDNP | EVK-03             |
| Deák Csaba                                                                              |           | Fidesz-KDNP | EVK-02             |
| Fekete Tamás                                                                            |           | Fidesz-KDNP | EVK-04             |
| Horváth Miklós                                                                          |           | MEA         | EVK-01             |
| Jakab József                                                                            |           | MEA         | EVK-06             |
| Kerepeszki Zoltán                                                                       |           | PSAVE       | EVK-05             |
| Kicska László Tamás                                                                     |           | MEA         | EVK-07             |
| László Attila                                                                           |           | MEA         | EVK-08             |
| Litsauer Józsefné                                                                       |           | MEA         | Lista (3.)         |
| Mala Réka                                                                               |           | Fidesz-KDNP | Lista (1.)         |
| Mészáros József                                                                         |           | PSAVE       | Lista (1.)         |
| - PSAVE = Pilisi Sportbarátok a Városért Egyesület - MEA = Mind Egyet Akarunk Egyesület |           |             |                    |
| \| 6 \| 4 \| 2 \|                                                                       |           |             |                    |
| 6                                                                                       | 4         | 2           |                    |

## Kisebbségi választások
1994 óta minden választáson létrejött kisebbségi önkormányzat is.
- 1994: cigány
- 1998: cigány
- 2002: cigány
- 2006: cigány, szlovák
- 2010: cigány, szlovák
- 2014: cigány, szlovák

## Áttekintés
| Polgármester                             | Polgármester                             | Polgármester | Polgármester | Polgármester | Polgármester | Polgármester | Polgármester | Polgármester | Polgármester | Polgármester |
| ---------------------------------------- | ---------------------------------------- | ------------ | ------------ | ------------ | ------------ | ------------ | ------------ | ------------ | ------------ | ------------ |
|                                          | Illanicz György –                        |              |              |              |              |              |              |              |              |              |
|                                          |                                          |              |              |              |              |              |              |              |              |              |
| Képviselő-testület                       |                                          |              |              |              |              |              |              |              |              |              |
| Szervezet                                | Szervezet                                | Képviselő    | Képviselő    | Képviselő    | Képviselő    | Képviselő    | Képviselő    | Képviselő    | Képviselő    | Képviselő    |
| SZDSZ                                    | SZDSZ                                    |              |              |              |              |              |              |              | 5            | 38,3%        |
| FKGP                                     | FKGP                                     |              |              |              |              |              |              |              | 2            | 15,4%        |
| MDF                                      | MDF                                      |              |              |              |              |              |              |              | 1            | 7,7%         |
| SZDSZ-MDF-FKGP                           | SZDSZ-MDF-FKGP                           |              |              |              |              |              |              |              | 1            | 7,7%         |
| szervezet nélküli (független) képviselők | szervezet nélküli (független) képviselők |              |              |              |              |              |              |              | 4            | 30,8%        |
| Összesen                                 | Összesen                                 |              |              |              |              |              |              |              | 13           |              |
|                                          |                                          |              |              |              |              |              |              |              |              |              |

| Polgármester                             | Polgármester                             | Polgármester | Polgármester | Polgármester | Polgármester | Polgármester | Polgármester | Polgármester | Polgármester | Polgármester |
| ---------------------------------------- | ---------------------------------------- | ------------ | ------------ | ------------ | ------------ | ------------ | ------------ | ------------ | ------------ | ------------ |
|                                          | Pintér Mihály –                          |              |              |              |              |              |              |              |              |              |
|                                          |                                          |              |              |              |              |              |              |              |              |              |
| Képviselő-testület                       |                                          |              |              |              |              |              |              |              |              |              |
| Szervezet                                | Szervezet                                | Képviselő    | Képviselő    | Képviselő    | Képviselő    | Képviselő    | Képviselő    | Képviselő    | Képviselő    | Képviselő    |
| FKGP-MDF-PNGAZ                           | FKGP-MDF-PNGAZ                           |              |              |              |              |              |              |              | 6            | 46,2%        |
| MSZP-PIP-PIFE                            | MSZP-PIP-PIFE                            |              |              |              |              |              |              |              | 1            | 7,7%         |
| szervezet nélküli (független) képviselők | szervezet nélküli (független) képviselők |              |              |              |              |              |              |              | 6            | 46,2%        |
| Összesen                                 | Összesen                                 |              |              |              |              |              |              |              | 13           |              |
|                                          |                                          |              |              |              |              |              |              |              |              |              |

| Polgármester                             | Polgármester                             | Polgármester | Polgármester | Polgármester | Polgármester | Polgármester | Polgármester | Polgármester |
| ---------------------------------------- | ---------------------------------------- | ------------ | ------------ | ------------ | ------------ | ------------ | ------------ | ------------ |
|                                          | Pintér Mihály –                          |              |              |              |              |              |              |              |
|                                          |                                          |              |              |              |              |              |              |              |
| Képviselő-testület                       |                                          |              |              |              |              |              |              |              |
| Szervezet                                | Szervezet                                | Képviselő    | Képviselő    | Képviselő    | Képviselő    | Képviselő    | Képviselő    | Képviselő    |
| szervezet nélküli (független) képviselők | szervezet nélküli (független) képviselők |              |              |              |              |              | 10           | 76,9%        |
| szervezet nélküli (független) képviselők | szervezet nélküli (független) képviselők |              |              |              |              |              | 10           | 76,9%        |
| FKGP-MIÉP-MDF-Fidesz                     | FKGP-MIÉP-MDF-Fidesz                     |              |              |              |              |              | 1            | 7,7%         |
| MIÉP-FKGP                                | MIÉP-FKGP                                |              |              |              |              |              | 1            | 7,7%         |
| MSZP                                     | MSZP                                     |              |              |              |              |              | 1            | 7,7%         |
| Összesen                                 | Összesen                                 |              |              |              |              |              | 13           |              |
|                                          |                                          |              |              |              |              |              |              |              |

| Polgármester                             | Polgármester                             | Polgármester | Polgármester | Polgármester | Polgármester | Polgármester | Polgármester | Polgármester | Polgármester | Polgármester |
| ---------------------------------------- | ---------------------------------------- | ------------ | ------------ | ------------ | ------------ | ------------ | ------------ | ------------ | ------------ | ------------ |
|                                          | Csikós János MSZP                        |              |              |              |              |              |              |              |              |              |
|                                          |                                          |              |              |              |              |              |              |              |              |              |
| Képviselő-testület                       |                                          |              |              |              |              |              |              |              |              |              |
| Szervezet                                | Szervezet                                | Képviselő    | Képviselő    | Képviselő    | Képviselő    | Képviselő    | Képviselő    | Képviselő    | Képviselő    | Képviselő    |
| MSZP                                     | MSZP                                     |              |              |              |              |              |              |              | 6            | 35,3%        |
| PNGAZ                                    | PNGAZ                                    |              |              |              |              |              |              |              | 5            | 29,4%        |
| PIHE                                     | PIHE                                     |              |              |              |              |              |              |              | 3            | 17,6%        |
| Polgárőrség                              | Polgárőrség                              |              |              |              |              |              |              |              | 1            | 5,9%         |
| szervezet nélküli (független) képviselők | szervezet nélküli (független) képviselők |              |              |              |              |              |              |              | 2            | 11,8%        |
| Összesen                                 | Összesen                                 |              |              |              |              |              |              |              | 17           |              |
|                                          |                                          |              |              |              |              |              |              |              |              |              |

| Polgármester       | Polgármester        | Polgármester | Polgármester | Polgármester | Polgármester | Polgármester | Polgármester | Polgármester | Polgármester | Polgármester | Polgármester |
| ------------------ | ------------------- | ------------ | ------------ | ------------ | ------------ | ------------ | ------------ | ------------ | ------------ | ------------ | ------------ |
|                    | Szabó Márton Fidesz |              |              |              |              |              |              |              |              |              |              |
|                    |                     |              |              |              |              |              |              |              |              |              |              |
| Képviselő-testület |                     |              |              |              |              |              |              |              |              |              |              |
| Szervezet          | Szervezet           | Képviselő    | Képviselő    | Képviselő    | Képviselő    | Képviselő    | Képviselő    | Képviselő    | Képviselő    | Képviselő    | Képviselő    |
| Fidesz             | Fidesz              |              |              |              |              |              |              |              |              | 8            | 47,1%        |
| MSZP               | MSZP                |              |              |              |              |              |              |              |              | 5            | 29,4%        |
| PIPE               | PIPE                |              |              |              |              |              |              |              |              | 2            | 11,8%        |
| Összefogás         | Összefogás          |              |              |              |              |              |              |              |              | 1            | 5,9%         |
| PIHE               | PIHE                |              |              |              |              |              |              |              |              | 1            | 5,9%         |
| Összesen           | Összesen            |              |              |              |              |              |              |              |              | 17           |              |
|                    |                     |              |              |              |              |              |              |              |              |              |              |

| Polgármester       | Polgármester        | Polgármester | Polgármester | Polgármester | Polgármester | Polgármester | Polgármester | Polgármester | Polgármester | Polgármester |
| ------------------ | ------------------- | ------------ | ------------ | ------------ | ------------ | ------------ | ------------ | ------------ | ------------ | ------------ |
|                    | Szabó Márton Fidesz |              |              |              |              |              |              |              |              |              |
|                    |                     |              |              |              |              |              |              |              |              |              |
| Képviselő-testület |                     |              |              |              |              |              |              |              |              |              |
| Szervezet          | Szervezet           | Képviselő    | Képviselő    | Képviselő    | Képviselő    | Képviselő    | Képviselő    | Képviselő    | Képviselő    | Képviselő    |
| Fidesz             | Fidesz              |              |              |              |              |              |              |              | 7            | 63,6%        |
| MSZP               | MSZP                |              |              |              |              |              |              |              | 2            | 18,2%        |
| PIPE               | PIPE                |              |              |              |              |              |              |              | 1            | 9,1%         |
| Jobbik             | Jobbik              |              |              |              |              |              |              |              | 1            | 9,1%         |
| Összesen           | Összesen            |              |              |              |              |              |              |              | 11           |              |
|                    |                     |              |              |              |              |              |              |              |              |              |

| Polgármester       | Polgármester                                        | Polgármester | Polgármester | Polgármester | Polgármester | Polgármester | Polgármester | Polgármester | Polgármester | Polgármester |
| ------------------ | --------------------------------------------------- | ------------ | ------------ | ------------ | ------------ | ------------ | ------------ | ------------ | ------------ | ------------ |
|                    | Simó Gábor Csabáné Hajnal Csilla Pilisi Vállalkozók |              |              |              |              |              |              |              |              |              |
|                    |                                                     |              |              |              |              |              |              |              |              |              |
| Képviselő-testület |                                                     |              |              |              |              |              |              |              |              |              |
| Szervezet          | Szervezet                                           | Képviselő    | Képviselő    | Képviselő    | Képviselő    | Képviselő    | Képviselő    | Képviselő    | Képviselő    | Képviselő    |
| Pilisi Vállalkozók | Pilisi Vállalkozók                                  |              |              |              |              |              |              |              | 4            | 36,4%        |
| Fidesz-KDNP        | Fidesz-KDNP                                         |              |              |              |              |              |              |              | 3            | 27,3%        |
| Jobbik             | Jobbik                                              |              |              |              |              |              |              |              | 2            | 18,2%        |
| MSZP               | MSZP                                                |              |              |              |              |              |              |              | 2            | 18,2%        |
| Összesen           | Összesen                                            |              |              |              |              |              |              |              | 11           |              |
|                    |                                                     |              |              |              |              |              |              |              |              |              |

| Polgármester                             | Polgármester                             | Polgármester | Polgármester | Polgármester | Polgármester | Polgármester | Polgármester | Polgármester | Polgármester | Polgármester |
| ---------------------------------------- | ---------------------------------------- | ------------ | ------------ | ------------ | ------------ | ------------ | ------------ | ------------ | ------------ | ------------ |
|                                          | Hajnal Csilla –                          |              |              |              |              |              |              |              |              |              |
|                                          |                                          |              |              |              |              |              |              |              |              |              |
| Képviselő-testület                       |                                          |              |              |              |              |              |              |              |              |              |
| Szervezet                                | Szervezet                                | Képviselő    | Képviselő    | Képviselő    | Képviselő    | Képviselő    | Képviselő    | Képviselő    | Képviselő    | Képviselő    |
| Fidesz-KDNP                              | Fidesz-KDNP                              |              |              |              |              |              |              |              | 6            | 54,5%        |
| PSAVE (Sportbarátok)                     | PSAVE (Sportbarátok)                     |              |              |              |              |              |              |              | 3            | 27,3%        |
| DK                                       | DK                                       |              |              |              |              |              |              |              | 1            | 9,1%         |
| szervezet nélküli (független) képviselők | szervezet nélküli (független) képviselők |              |              |              |              |              |              |              | 1            | 9,1%         |
| Összesen                                 | Összesen                                 |              |              |              |              |              |              |              | 11           |              |
|                                          |                                          |              |              |              |              |              |              |              |              |              |